# Novouzensky (huyện)
Huyện Novouzensky (tiếng Nga: ? райо́н) là một huyện hành chính tự quản (raion), của Tỉnh Saratov, Nga. Huyện có diện tích 4090 km², dân số thời điểm ngày 1 tháng 1 năm 2000 là 35700 người. Trung tâm của huyện đóng ở Novouzensk.